# 又一城

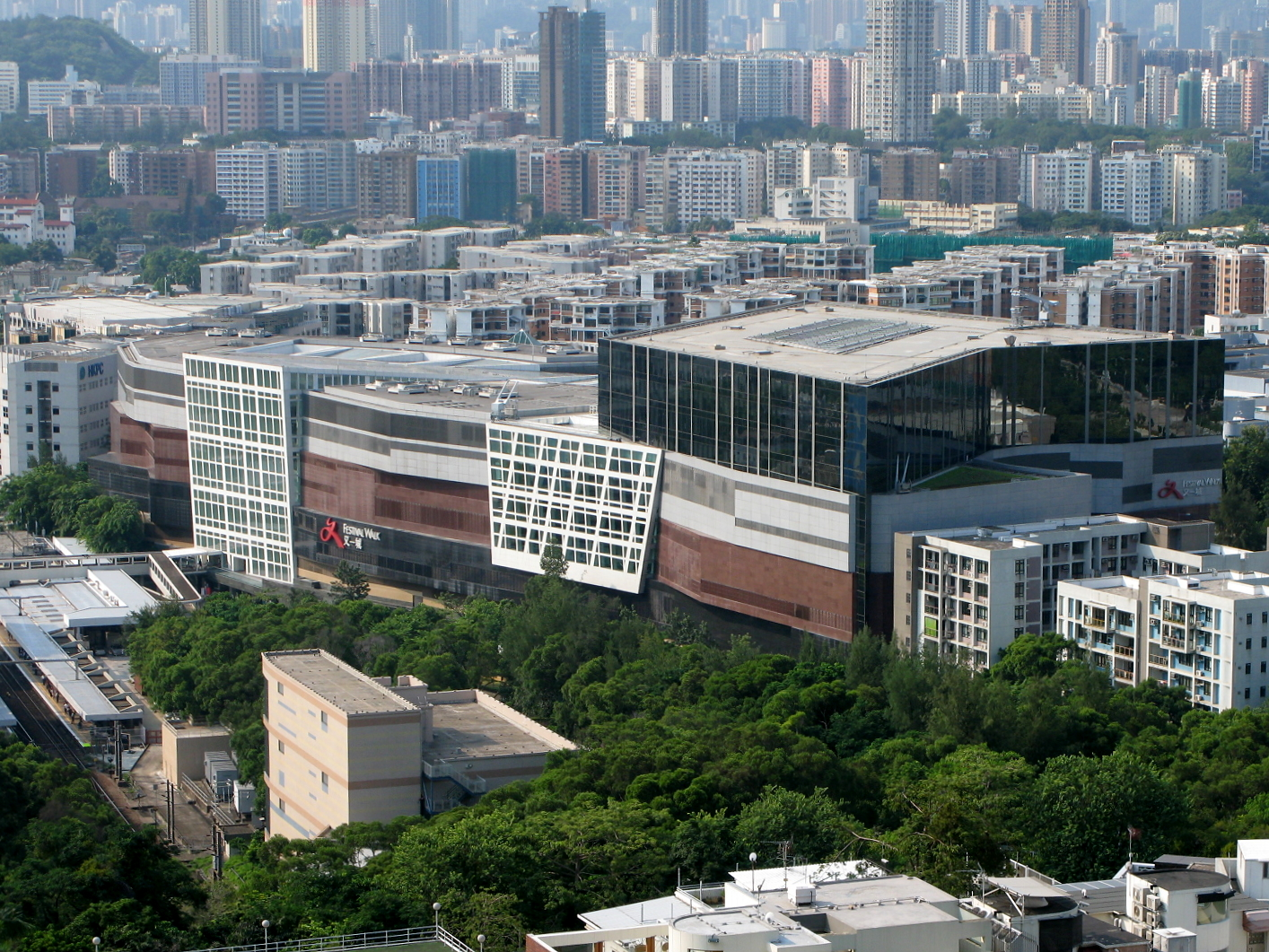
遠眺又一城

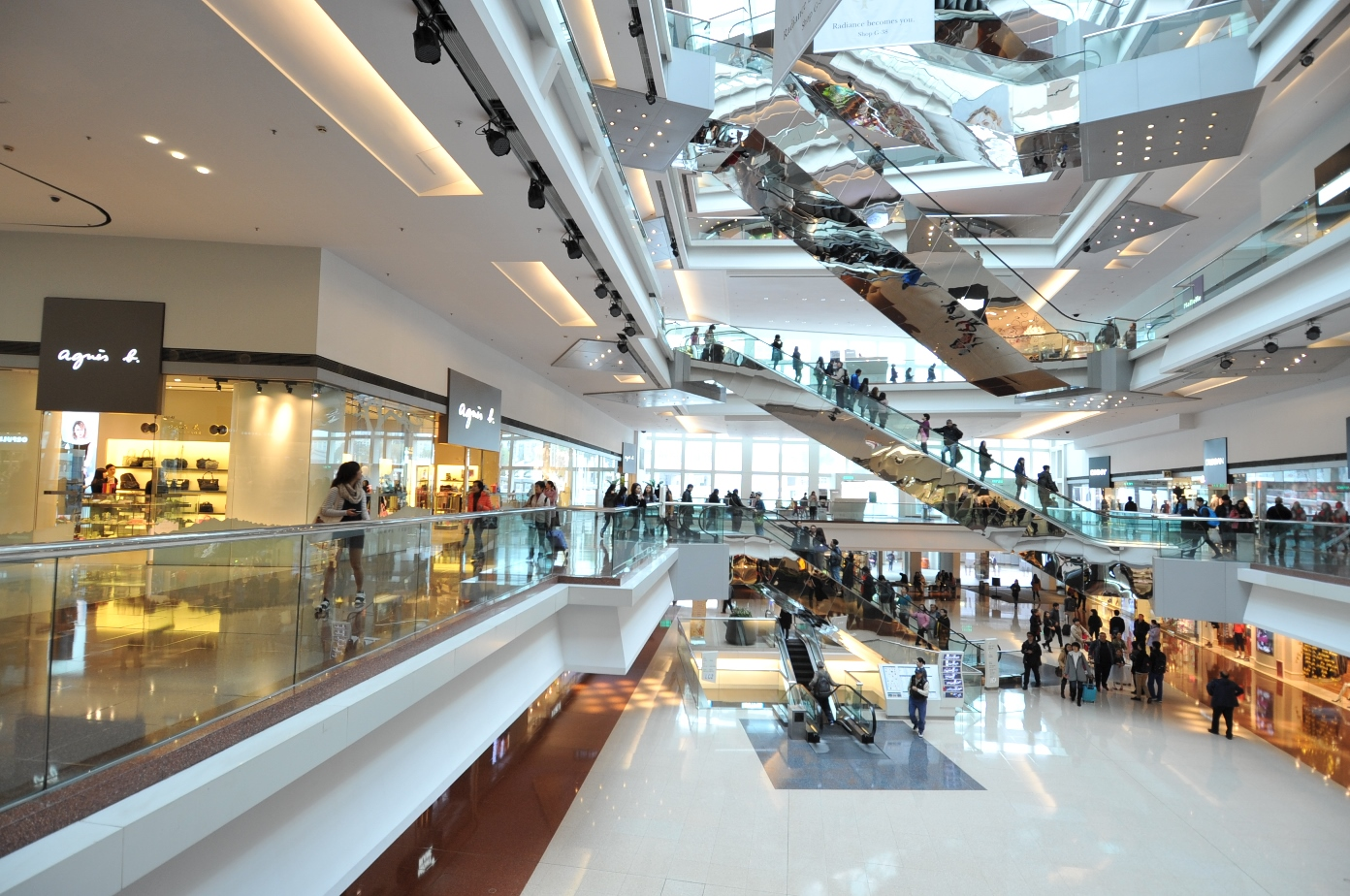
又一城縱橫交錯的電梯網絡（2005年）

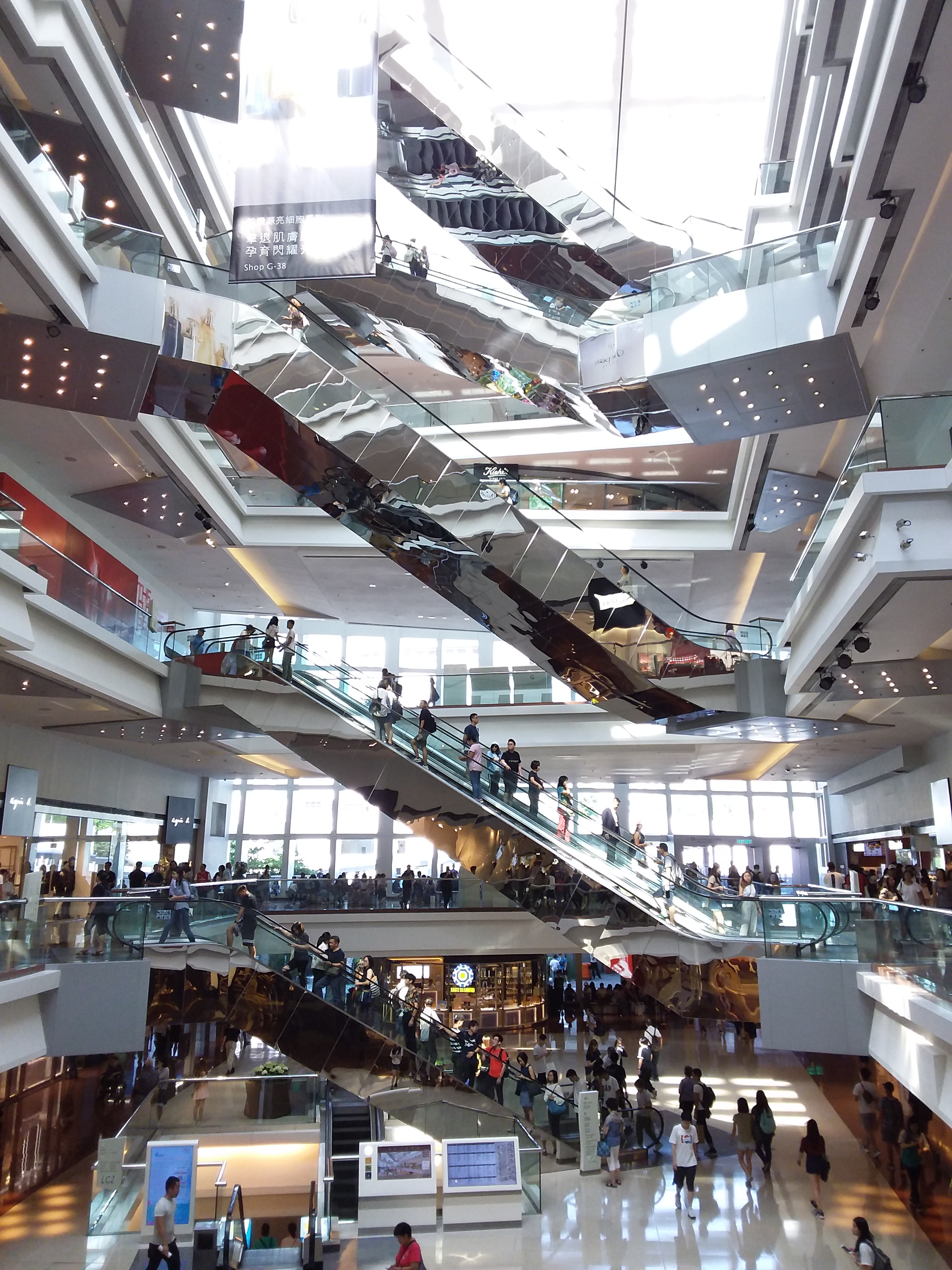
又一城縱橫交錯的電梯網絡（2019年）

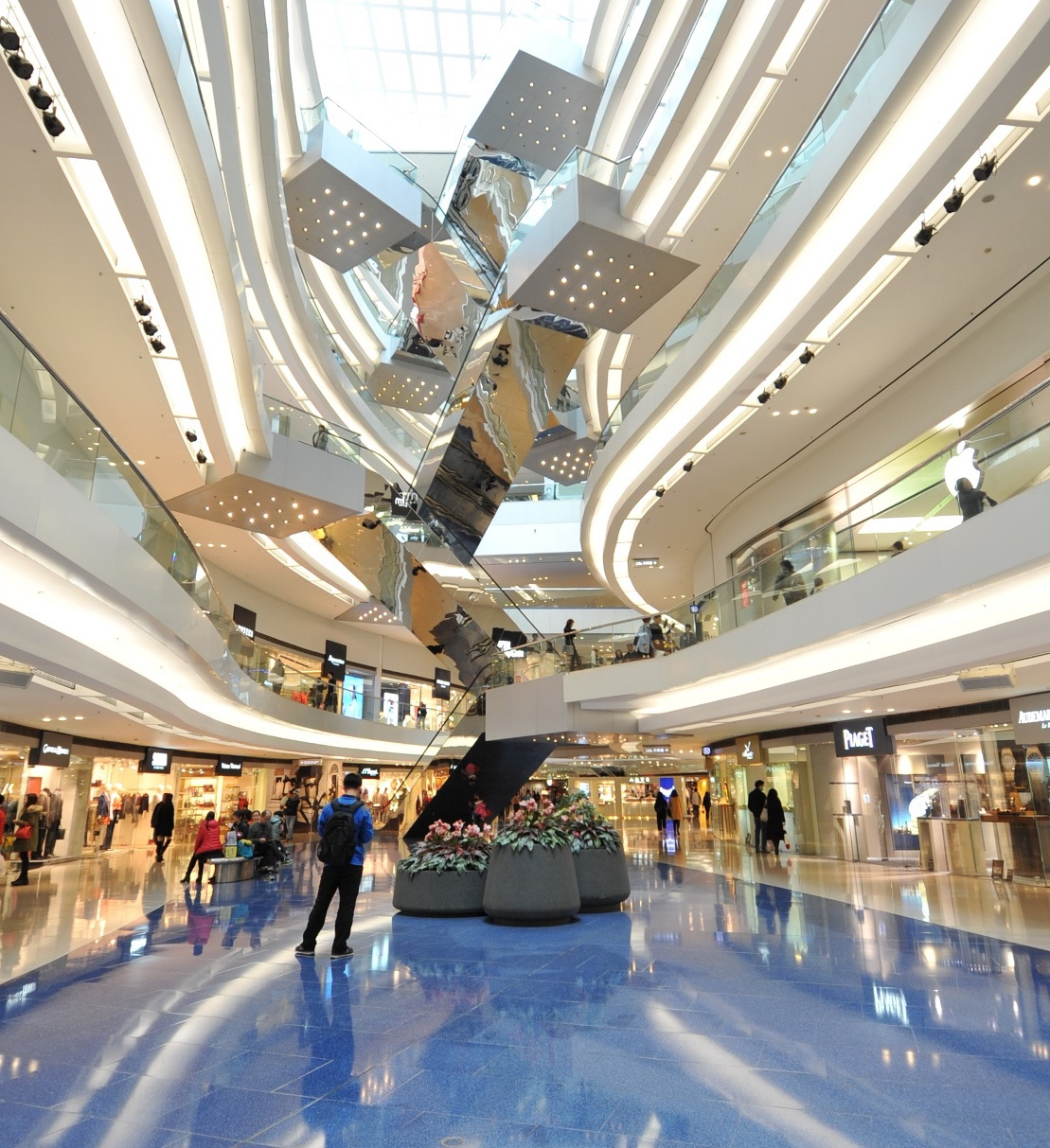
又一城內部（2007年）

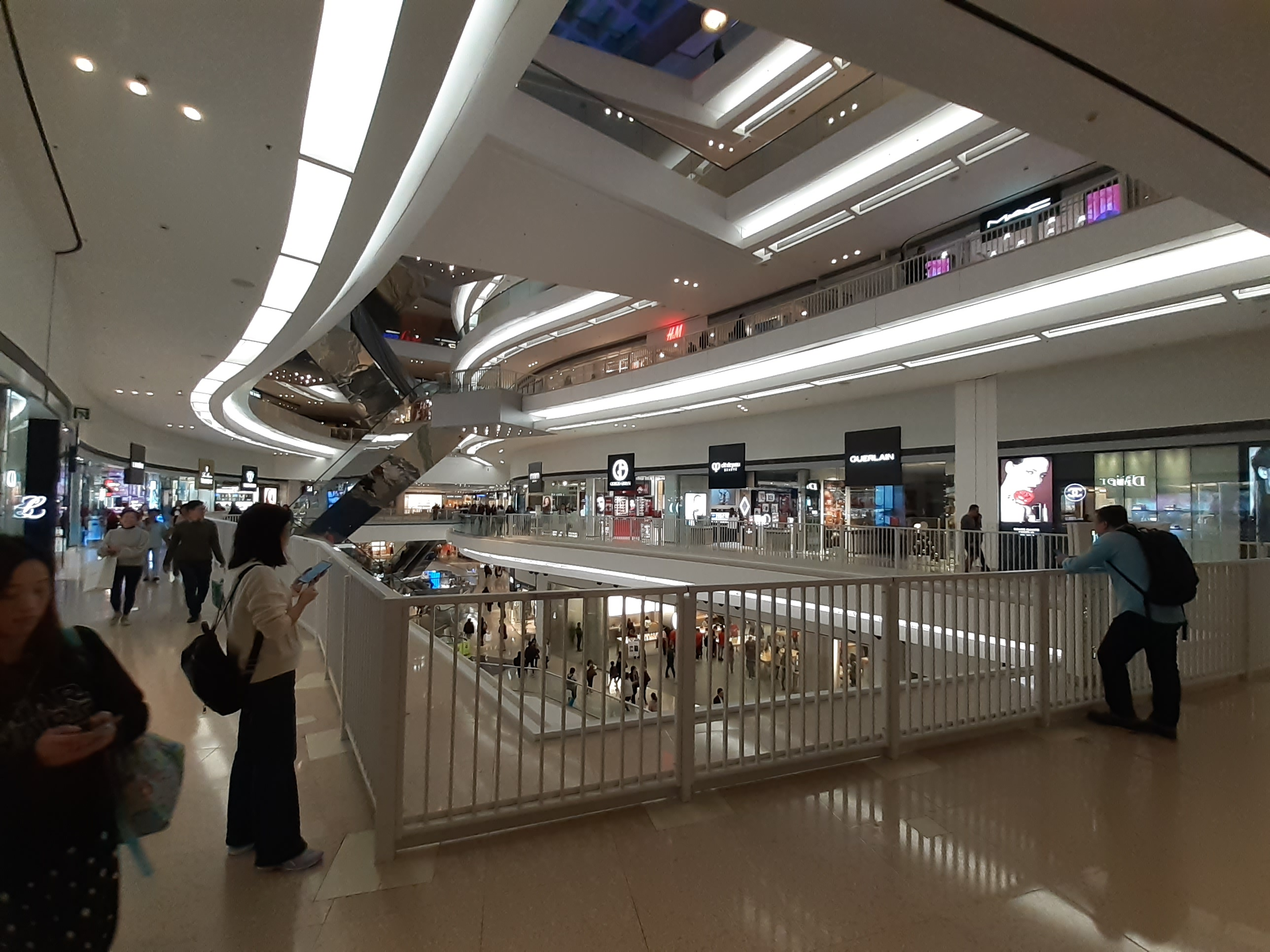
又一城內部（2020年）

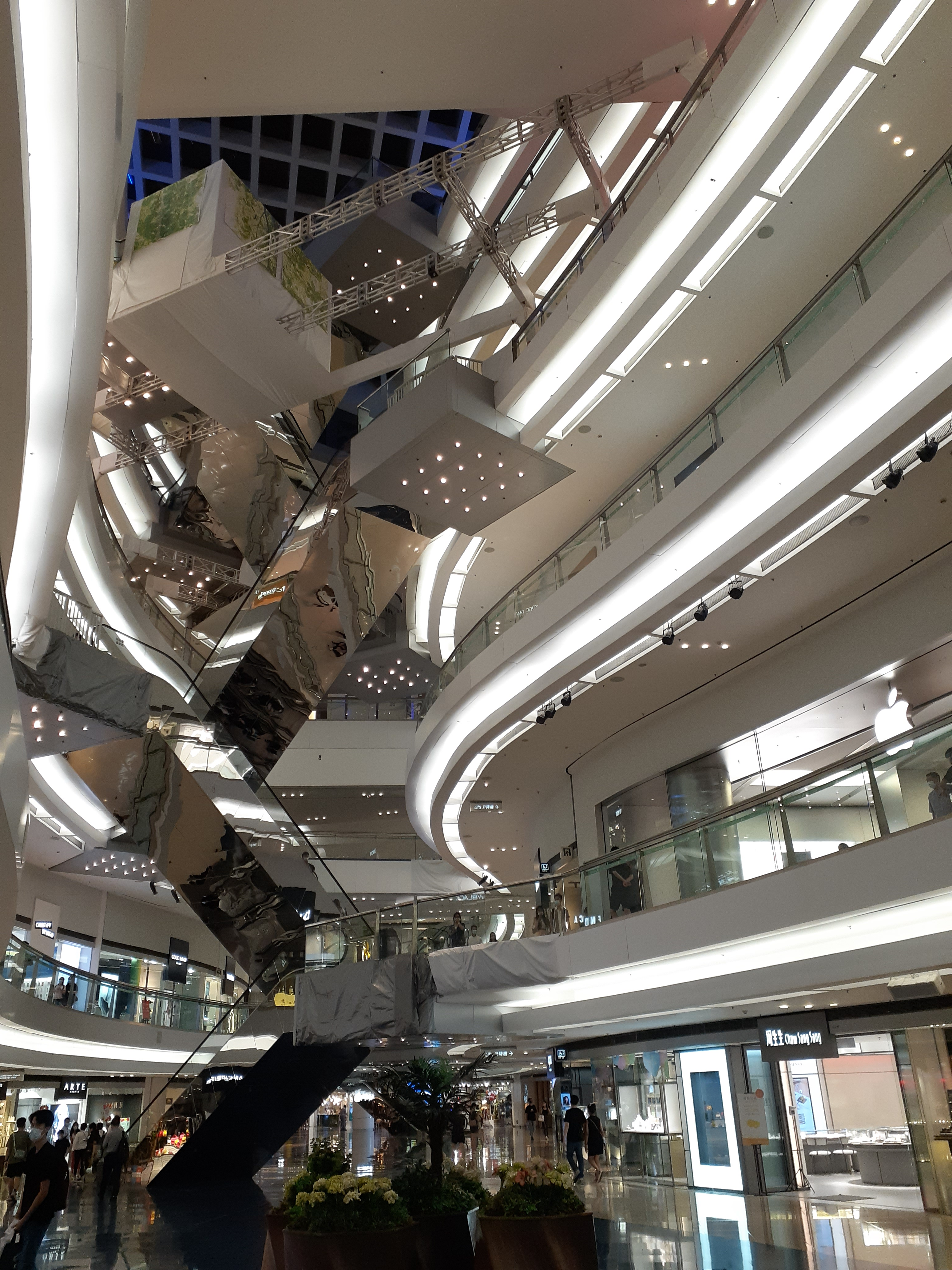
又一城內部（2021年）

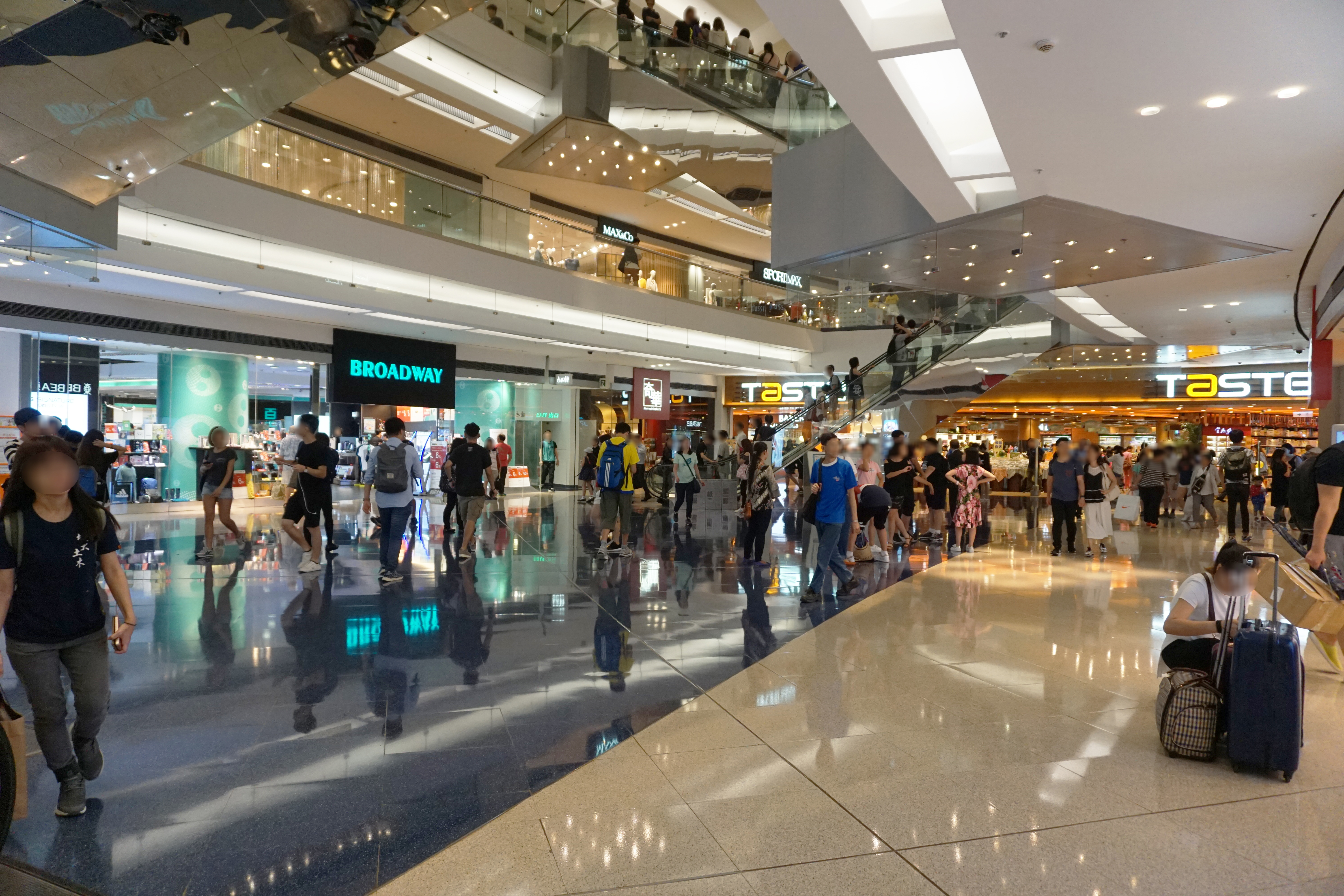
MTR層

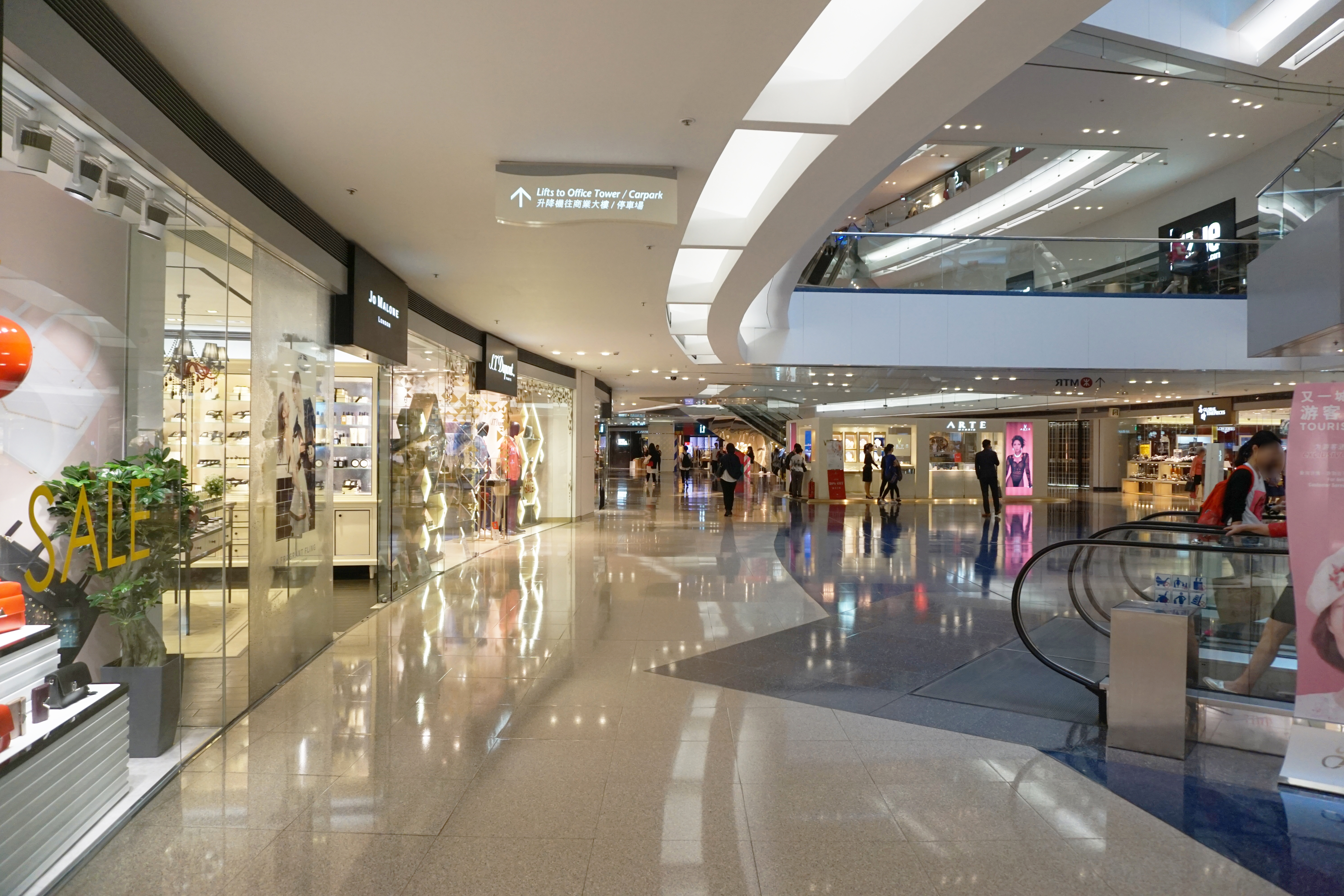
LG2層

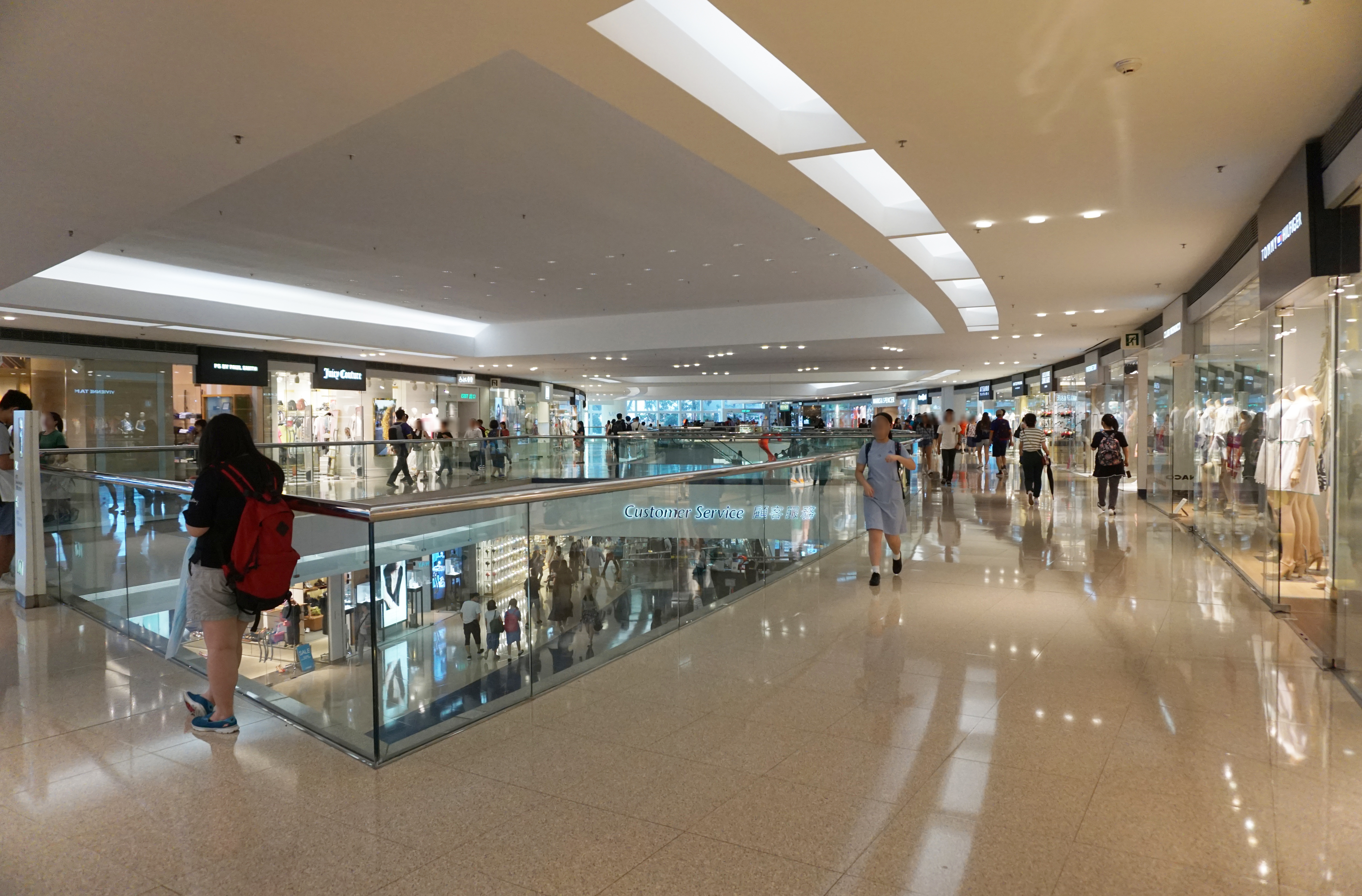
LG1層南面（2017年）

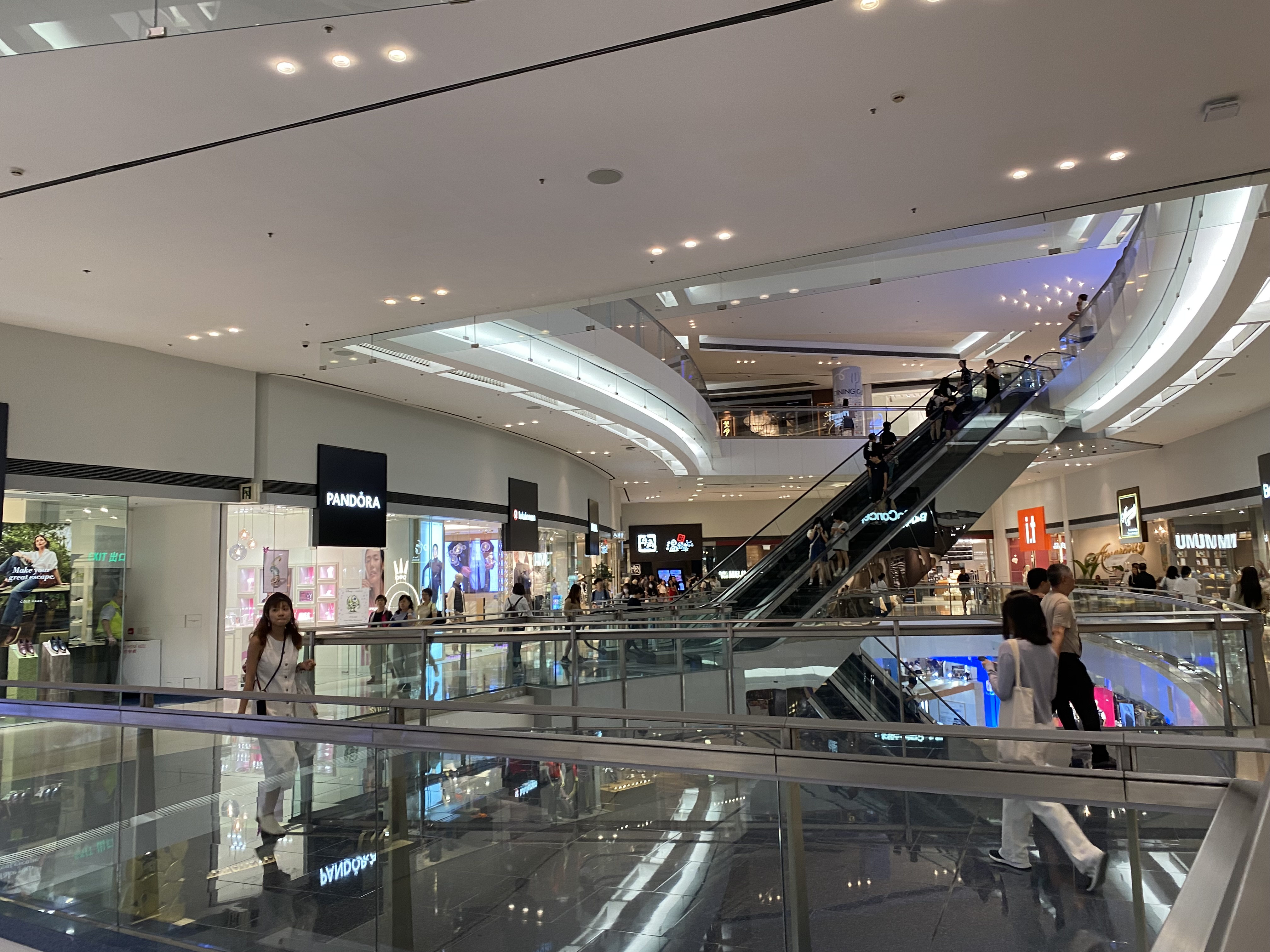
LG1層北面（2023年）

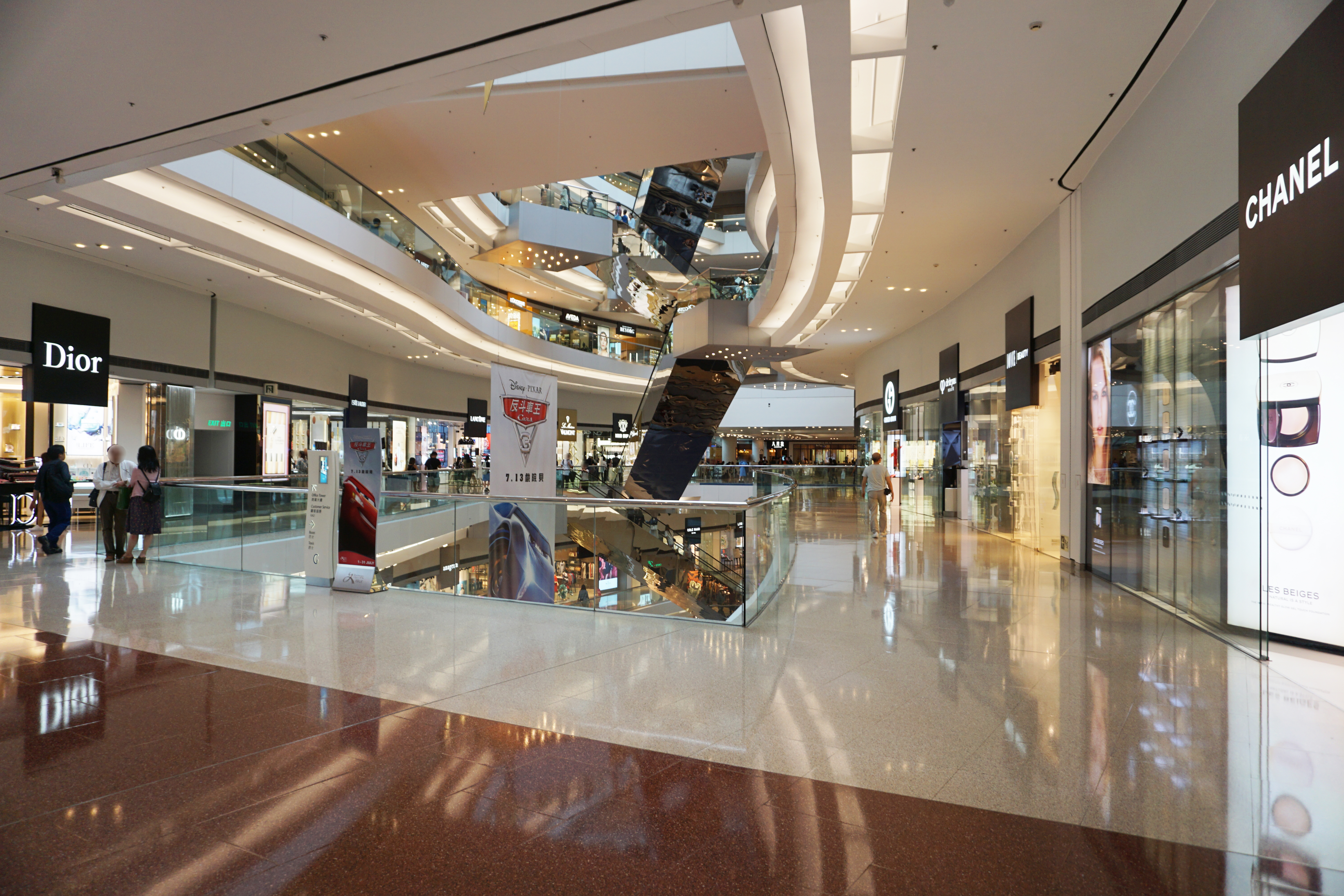
G層

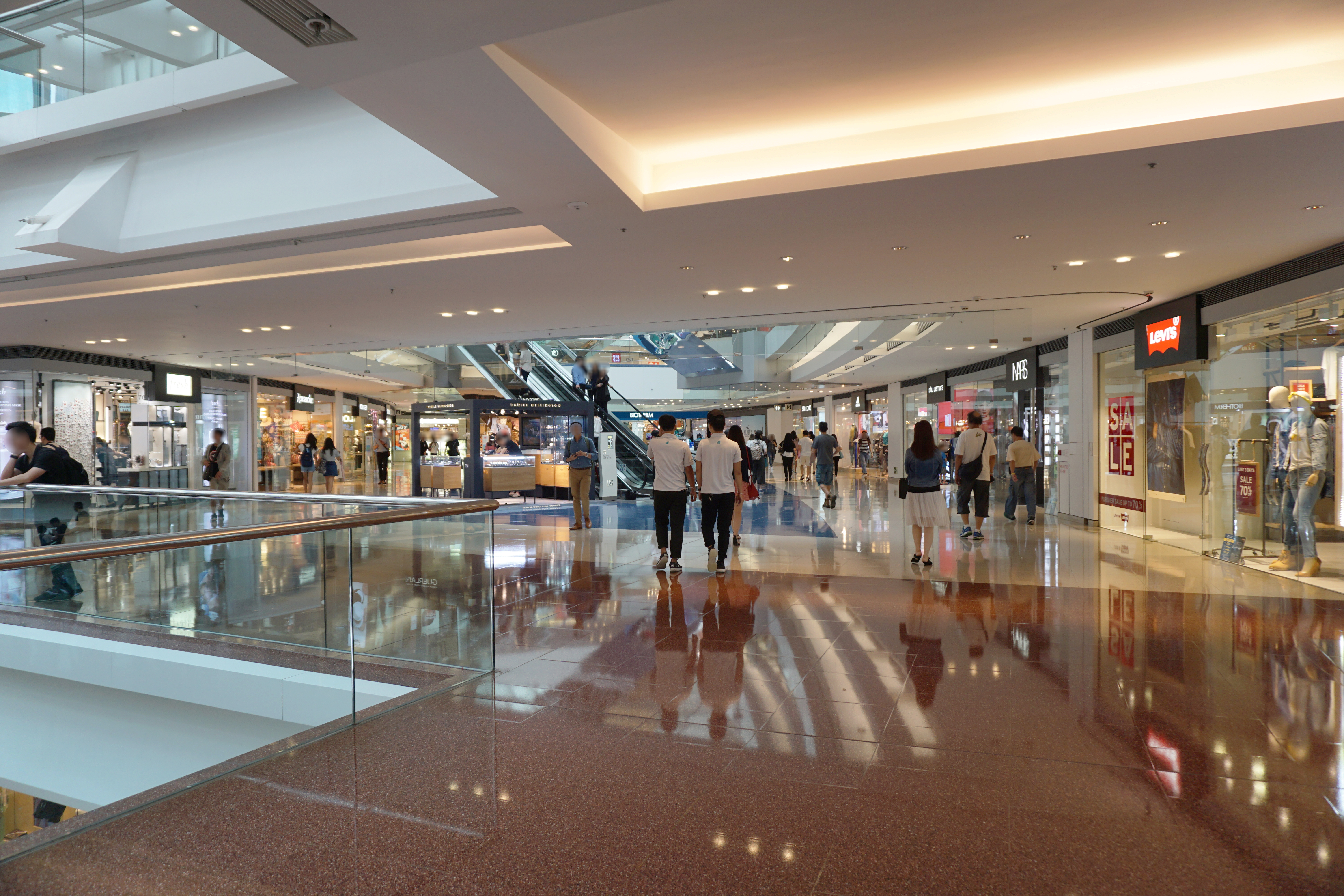
UG層

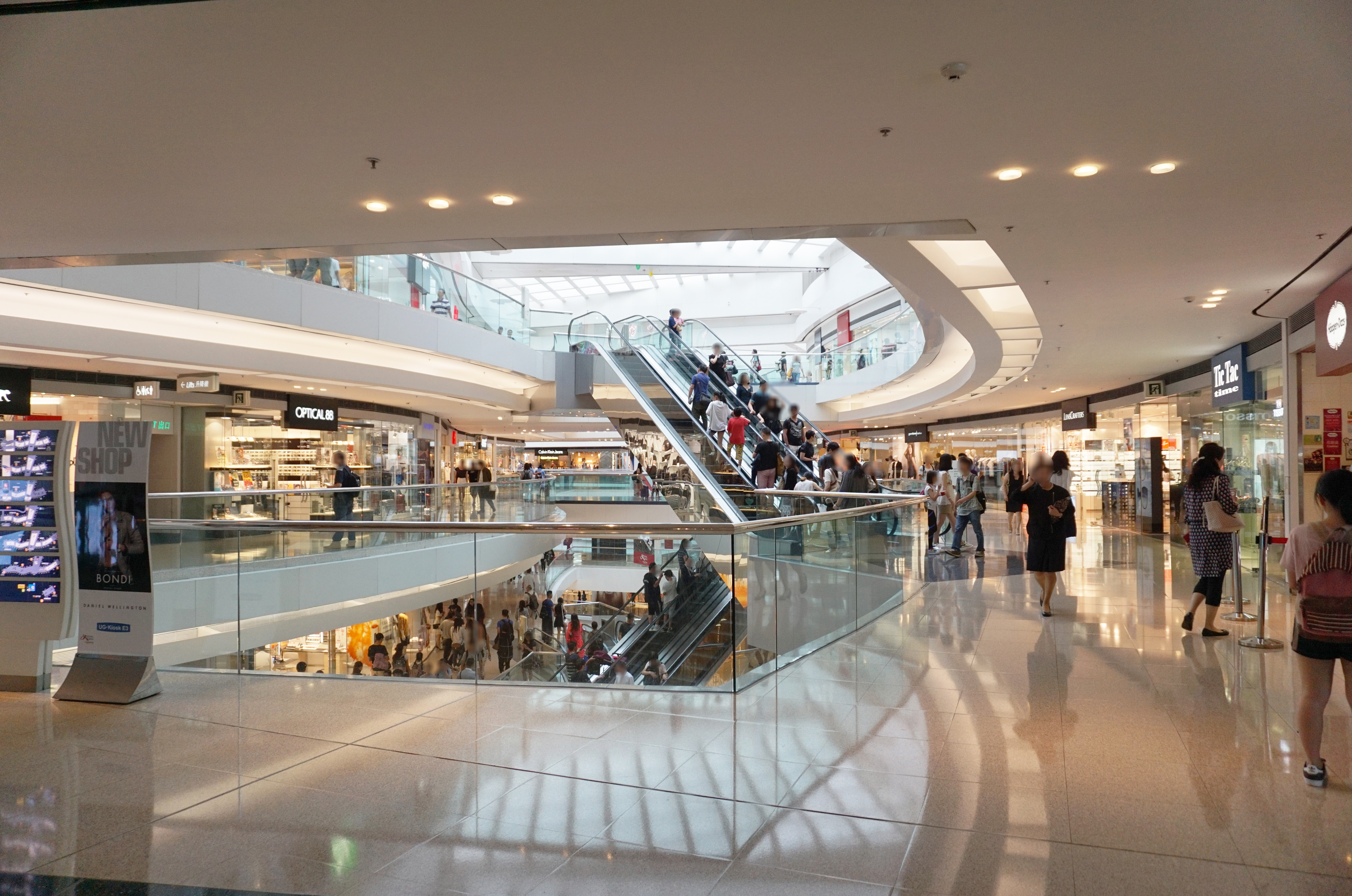
L1層

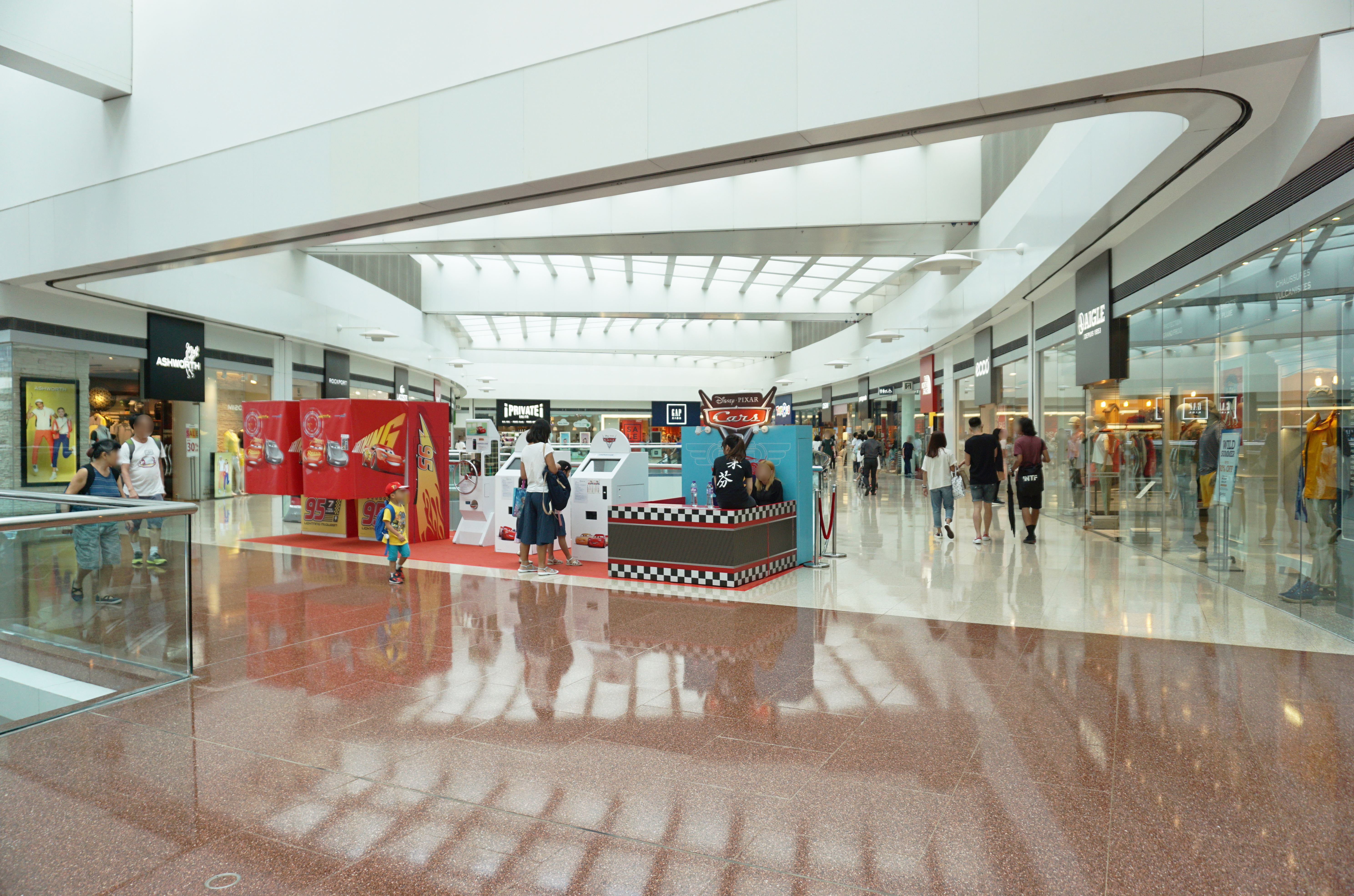
L2層南面（2017年）

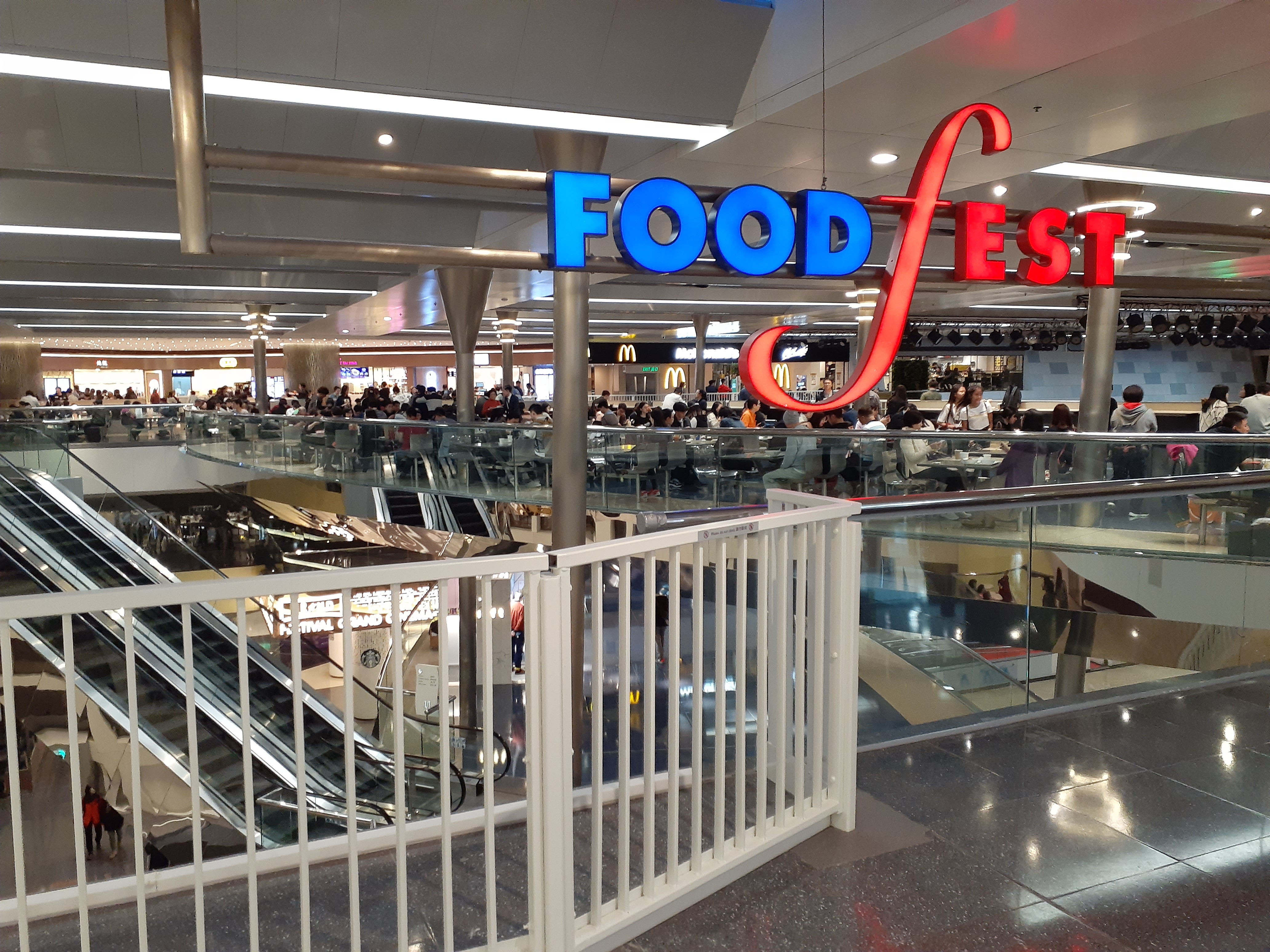
L2層北面（2020年）

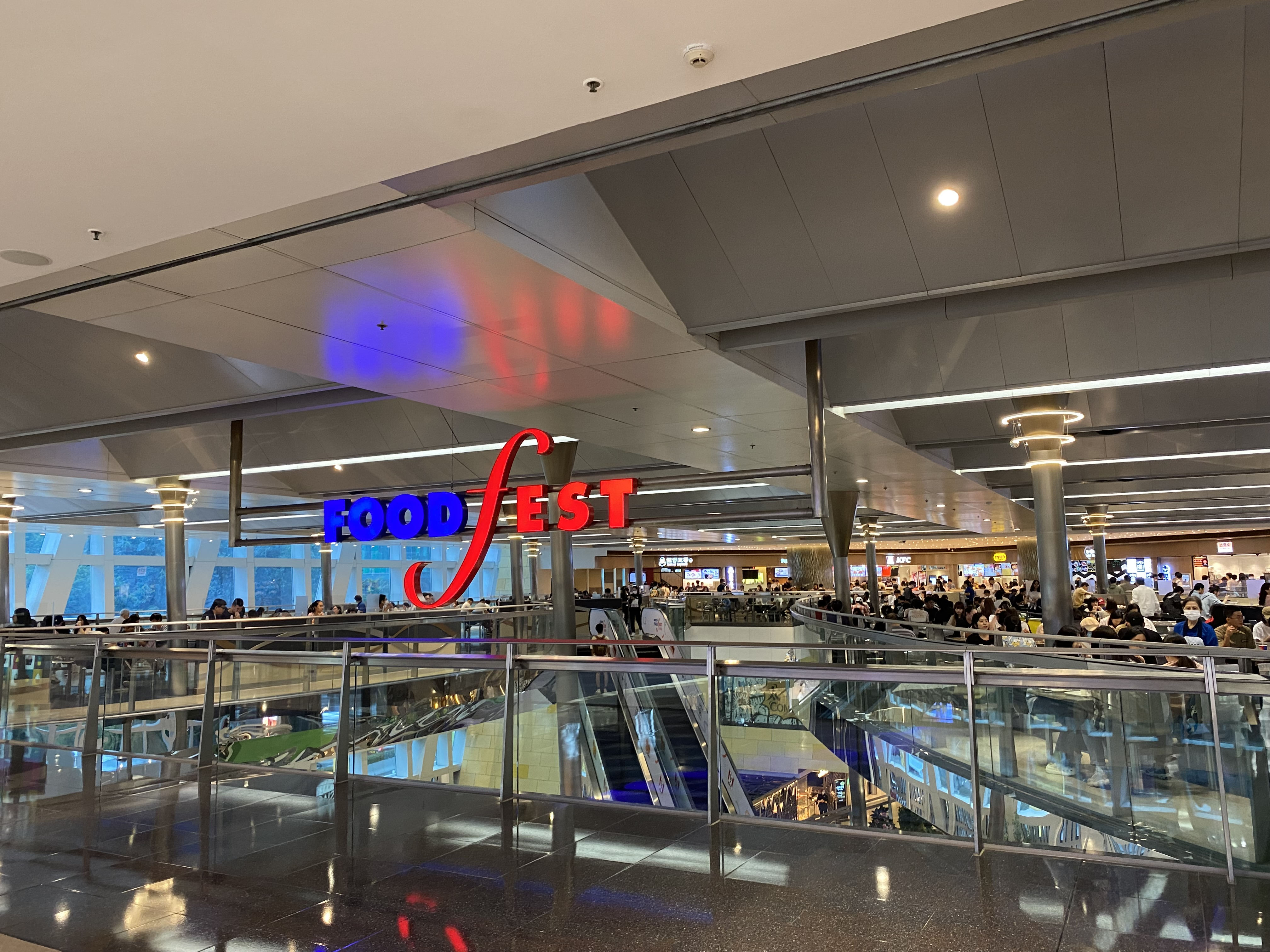
L2層北面（2023年）

又一城（英語：Festival Walk）是一個位於香港深水埗區九龍塘又一村達之路，鄰近香港城市大學、港鐵九龍塘站、歌和老街公園、生產力促進局的大型商場，商場樓高7層，樓面佔98萬平方呎，另設有地庫停車場及一座樓高4層的甲級寫字樓，名為又一城商業大樓（Festival Walk Tower），樓面面積約27萬平方呎。商場在1998年11月13日開幕，由太古地產及中信泰富合資興建，曾由太古地產全權擁有及管理。直至2011年7月，太古地產宣佈以188億元出售又一城予新加坡政府財政部全資擁有的淡馬錫控股公司旗下的豐樹產業，成為香港歷來成交金額最高的單一物業買賣，其後又一城成為豐樹大中華商業信託主要持有資產。

## 歷史
又一城商場由金門建築承建地基，在1998年11月13日開幕，又一城的前身1989年3月1日啟用、1993年3月1日關閉的達之路公共交通總站及傍邊的露天停車場，王菲歌曲《尾班車》的音樂錄影帶曾於此取景，原址更早前是朱古仔村寮屋區。朱古仔村範圍依山而建，由達之路，桃源街，到大坑東道。
受反對逃犯條例修訂草案運動衝突毀壞商場設施影響，又一城商場自2019年11月13日起暫停營業64天以進行維修，並於翌年1月16日重開。

## 商場建築設計
商場由美國著名的建築公司Arquitectonica設計，以「流水」﹑「峽谷」和「冰川」為設計佈局概念。「流水」是每一層迂迴的行人通道，令遊人有河流的感覺；「峽谷」是指從最高層的商場向下望，陽光映照下，有跌宕的感覺，至於「冰川」，是指商場內被稱為香港最大的溜冰場。
設有七層購物設施，商場可租用面積約54,000平方米以及20,000平方米的寫字樓樓面。寫字樓位於溜冰場附近，入口於達之路及進入停車場的通道交界附近。商場設計以白色透光為主，日間採用天然陽光以節省資源。又一城也設有不少行人扶手電梯，而其設計十分特別，它縱橫交錯，目的是把人流引向商舖。場內的停車場的迴旋車道設計使駕車人士考驗不少功夫，駕駛者進入停車場需要長時間右轉方能到達，離開停車場則相反。
場內租戶走中高檔路線，為深水埗區內少數的中高檔商場有如置身外地，場內有多個國際品牌進駐。商場高層可遠眺畢架山、石硤尾、樂富甚至港島區中上環一帶。美食廣場附近設有MCL電影院及溜冰場。其中溜冰場「歡天雪地」是全港第二大的室內溜冰場，擁有大型舞台燈光及視聽系統，是舉辦世界級滑冰賽事和表演的場地之一；電影院MCL FESTIVAL GRAND CINEMA於2016年6月8日開業，接替AMC又一城，為現時深水埗區四間電影院之一。
商場其中一大特色是在每年聖誕節時會設有一棵70尺高的聖誕樹，不同日子或推廣活動時均有各式各樣的表演活動。

## 商場業權
1998年11月13日，又一城落成並對外開放。當時由太古地產及中信泰富各持有50%權益，而管理公司為太古。
2006年，太古集團旗下的太古地產以61.8億港元購入中信泰富於又一城的50％權益，涉資61.8億元，成為單一業主。到了2011年7月29日，太古地產公布將又一城出售給由新加坡政府財政部全資擁有的淡馬錫控股所控制的豐樹產業，現金總代價為188億元。買方支付訂金18.8億元，交易於8月18日完成。在交易完成後，太古地產已終止持有又一城的任何權益。太古地產指出，從交易所得的收益將用作公司的一般營運資金。但商場職員的制服仍然與太古地產的商場一致。

## 寫字樓

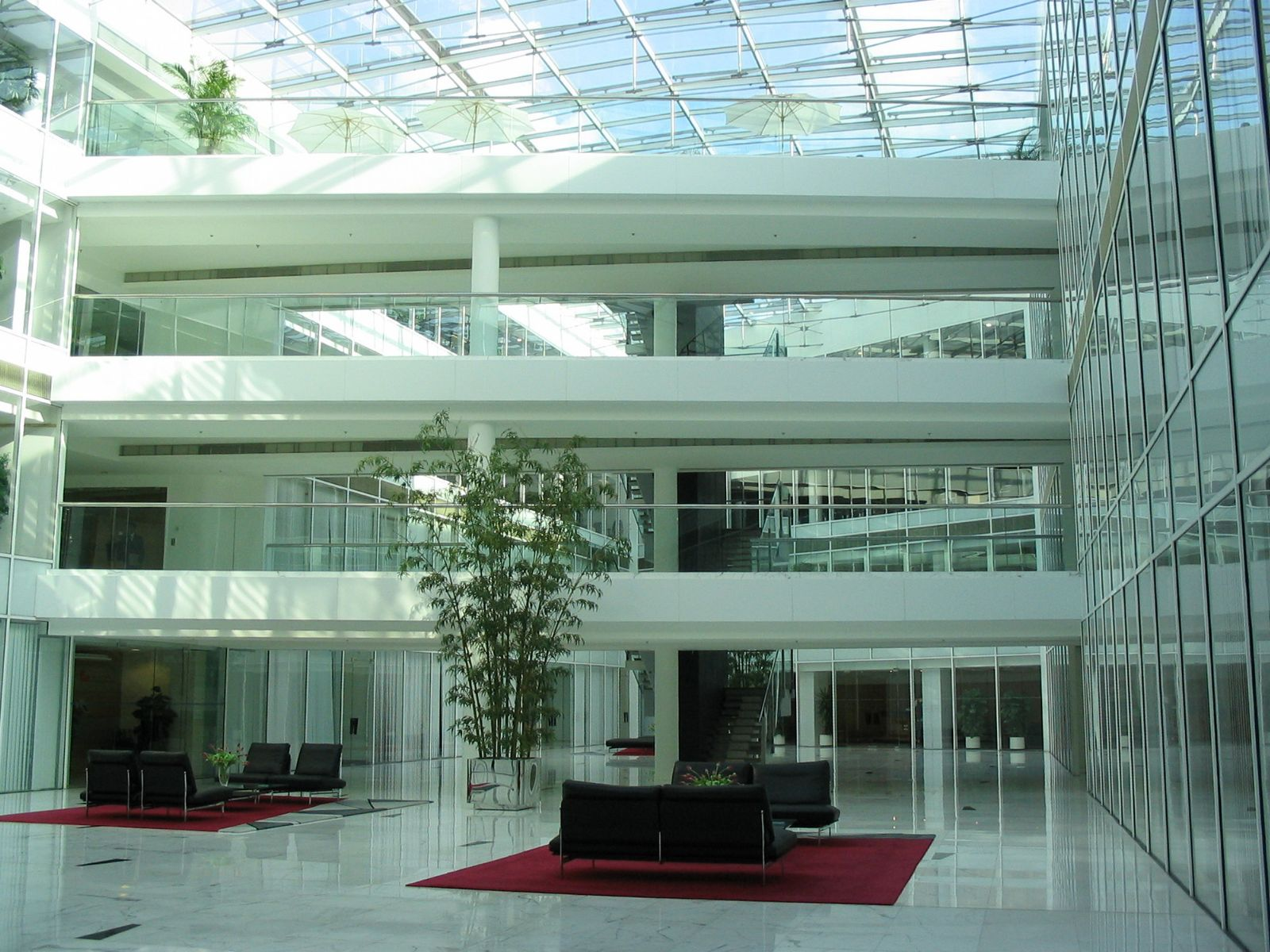
又一城的寫字樓中庭，以奧雅納工程顧問為最大租戶

寫字樓稱為又一城商業大樓，樓高4層，面積達22.9萬平方呎。主要租戶包括滙豐尚玉理財、花旗銀行、香港城市大學和奧雅納工程顧問。

### 商場管理
商場有保安定期巡查，美食廣場也有保安以避免無消費人士霸佔桌子，保持合理翻台率。监督保安员的日常工作以确保每个岗位的保安员按相关保安程序和政策，絕對嚴格執行。

## 問題及事故

### 地台質素欠佳
又一城於1998年11月落成時，場內地台以米白色為主調，唯整個商場大部份地磚都出現浮起，最後被迫於1999年夏天全部更換，並將部份地台更換為藍色和暗紅色。

### 炸彈案
2000年11月24日傍晚5時35分，位於LG1層的Moiselle服装店櫥窗內被人擺放土製炸彈，警方拆彈專家疏散商場內的遊人，經過檢查後由拆彈機械車發射水炮將爆炸品拆毀，事件中無人受傷，而商場其中一層需封閉。
2008年8月4日早上7時許，連接港鐵站的MTR樓層男廁被人發現放置土製炸彈。一名31歲顧客進入廁格後發現冒出火光及煙霧，之後立刻通知保安員將火救熄。該名男子其後報稱感到不適而送院治理。太古地產承認事件，強調事前無收過任何形式的恐嚇，已經將案件交由警方調查。

### 假天花爆裂引起多層水浸

2014年3月30日，商場屋頂雨水渠抵受不住沖積下來的雨水重量而倒塌，黑雨下頓成澤國

2014年3月30日晚上8時左右，受低壓槽影響，九龍及新界多處均出現落冰雹現象，隨之而來的大雨如瀑布般湧入商場，商場多層均出現水浸，更有位於電梯底部的假天花抵受不住沖積下來的雨水重量而倒塌，當時正值晚上的黃金時間，當時商場最少有數百人。商場之後派人通宵清理積水，並於12小時內回復正常運作及營業。是次事件被網民戲稱為翻版水舞間。
屋宇署指是因為收集屋頂雨水的渠損毀，結果大量雨水湧入商場，並不是玻璃天幕和玻璃窗破裂。 由高處看下去，屋頂也看見這些雨水渠口，專家指雨水渠設計，只是用來承受50年一遇的大雨（降雨量達每小時130毫米），渠務署署長鍾錦華表示，暴雨屬「200年一遇」，每小時降雨量達150毫米以上，非現時的排水系統所能應付。之後香港天文台澄清，渠務署署長的資料有誤，當日在天文台總部最高錄得每小時雨量56毫米，全港最高每小時雨量則是元朗區的107毫米，雖打破3月份的最高每小時雨量紀錄，但仍未達200年一遇之程度；而全日天文台則累積103.1毫米雨量，部份地區如屯門的日雨量超過200毫米。
及後，又一城商場業主新加坡政府財政部全資擁有的淡馬錫控股子公司、豐樹大中華商業信託已完成商場漏水事故調查，是因當日雷暴帶來極高雨量，導致建於建築物內、負責收集屋頂雨水的雨水渠損毀，現已搶修。豐樹稱會研究改善商場雨水去水系統，惟未有回應賠償以及維修與渠管質量等問題。

### 消防灑水失靈
2014年6月19日早上10時半，UG1對上其中3個自動灑水系統的花灑頭懷疑有消防系統失靈，突然噴水，直射落中庭部分一間護膚品的櫃位。現場消息稱，花灑射水超過10分鐘才停下來。櫃位的貨品和電掣等全部濕透，職員忙於清理積水。
2020年5月30日晚上約8時，中庭位置花灑頭懷疑有消防系統失靈，突然噴水，直射落中庭Mini Cooper車展，多部車身全濕，遊人紛紛撐開雨傘擋雨。事故期間大部分店舖落閘。MINI汽車經銷商深夜在facebook公布車展取消。

### 又一城內撐傘 保安阻撓
2014年10月28日，正值香港發生雨傘運動，有市民發起傍晚、即警方向示威者施放第一枚催淚彈「滿月」時於不同地點撐起雨傘紀念，不過當晚有學生在九龍塘又一城商場內舉傘時，遭保安以「不可以在商場內玩」為由制止，相關錄影片段其後在網上瘋傳，惹起部份支持佔領市民的不滿。有網民發起10月31日，晚上7時半重返又一城撐起雨傘，有響應市民一手撐傘、一手高舉「我要真普選」標語，在場保安人員其間未有阻止，市民其後和平散去。

### 警民流血衝突 其後清場封鎖

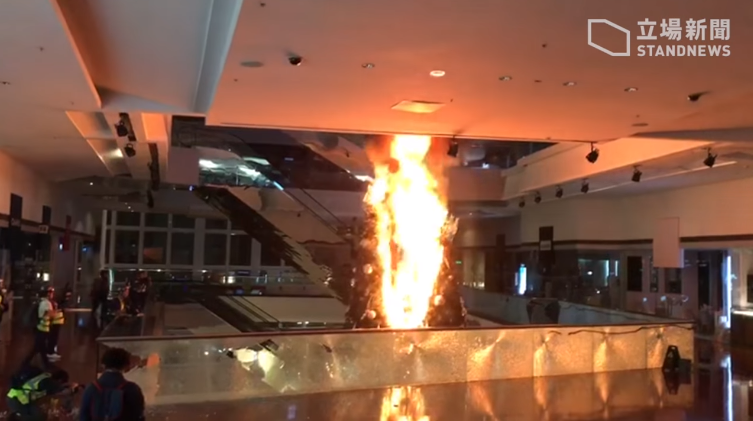
11月12日晚上，示威者晚上闖入商場，「快閃」打碎商場內的玻璃，又向商場聖誕樹投擲汽油彈，引起大火(《立場新聞》)

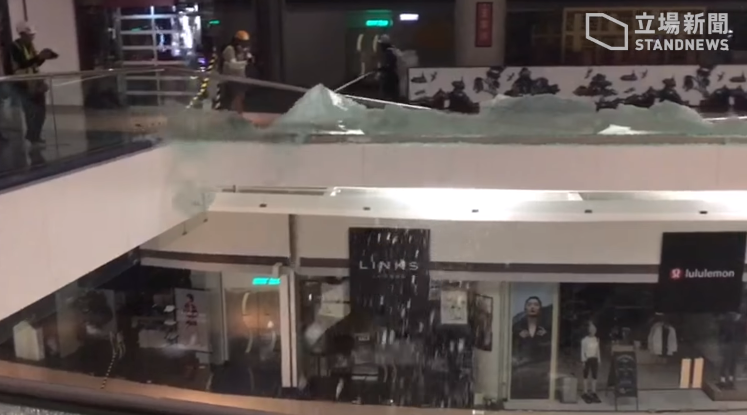
11月13日晚上，示威者再度到商場，G層整條玻璃圍欄被破壞

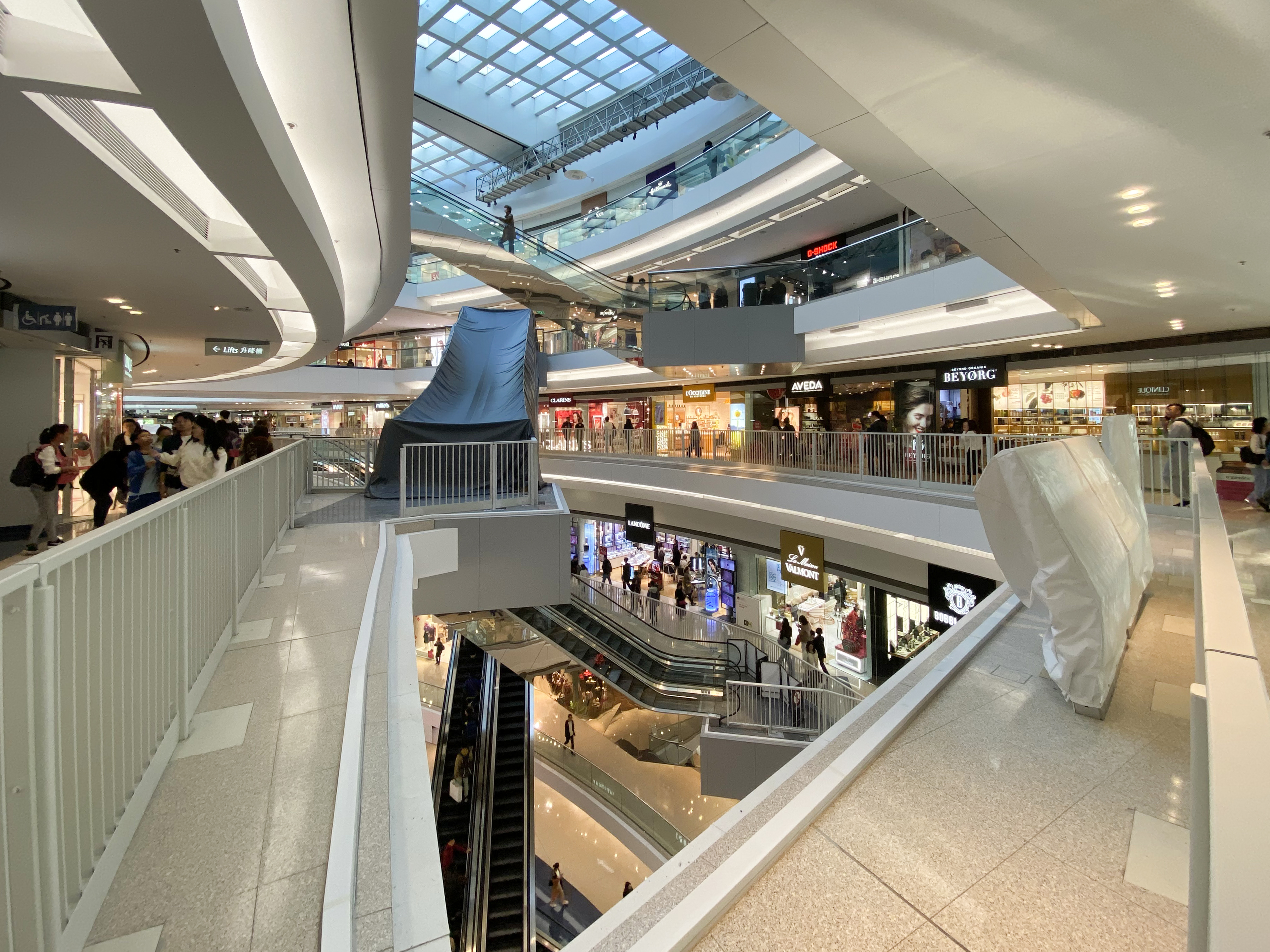
2020年1月16日重開後，被砸爛的玻璃圍欄的外圍加裝白色鐵欄，部分商場電梯仍未修復完成，用帆布遮蓋

2019年11月10日下午約2時，有網民發起於又一城商場「和你Shop」行動，期間美心集團旗下的餐廳被示威者以噴漆塗污外牆及玻璃，同一集團的另一間餐廳則提早關門。防暴警察在商場外近達之路出口及港鐵九龍塘站戒備。約下午4時半，有便衣警員在美心集團旗下的千両外拘捕示威者，其後被示威者包圍，有示威者向便衣警員投擲雜物。行動期間有示威者被捕後受傷，頭破血流，商場多處地下留有血迹。亦有便衣警員眼部被打傷流血。救護員其後到場，為傷者急救。防暴警察也多次舉起胡椒噴劑，要求記者及圍觀者後退，並制服另外幾名示威者。
到5時，警員宣布商場關閉，要求所有人離開商場，並在商場內發射胡椒球彈，多人感到不適。最後在傍晚6時半封鎖商場。到晚上約11時救護員接報指商場內有人受傷，記者尾隨進入商場，地下仍有血跡。但救護員找不到傷者。而商場保安員多次指示記者離開。事件至少有9人被捕，期間有示威者及便衣警員受傷。

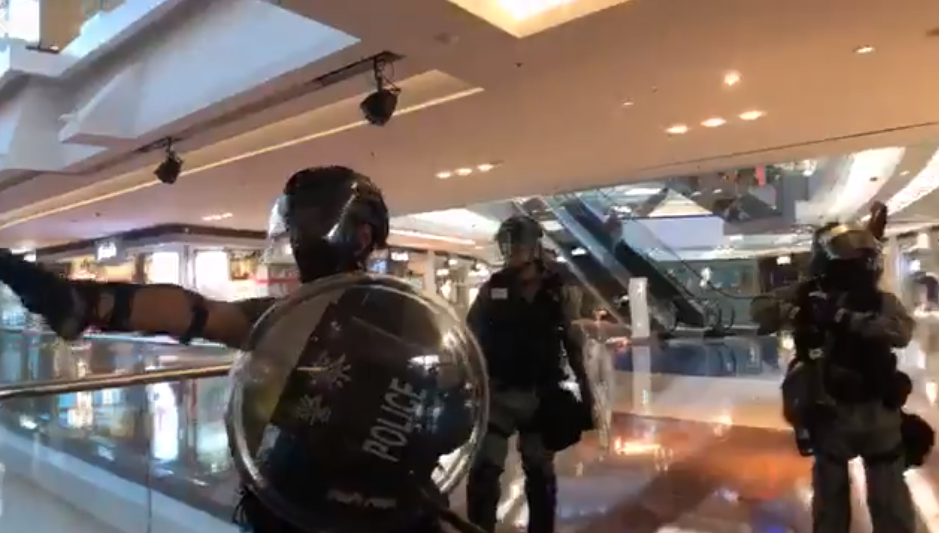
防暴警員在商場進行清場，要求市民和記者離開
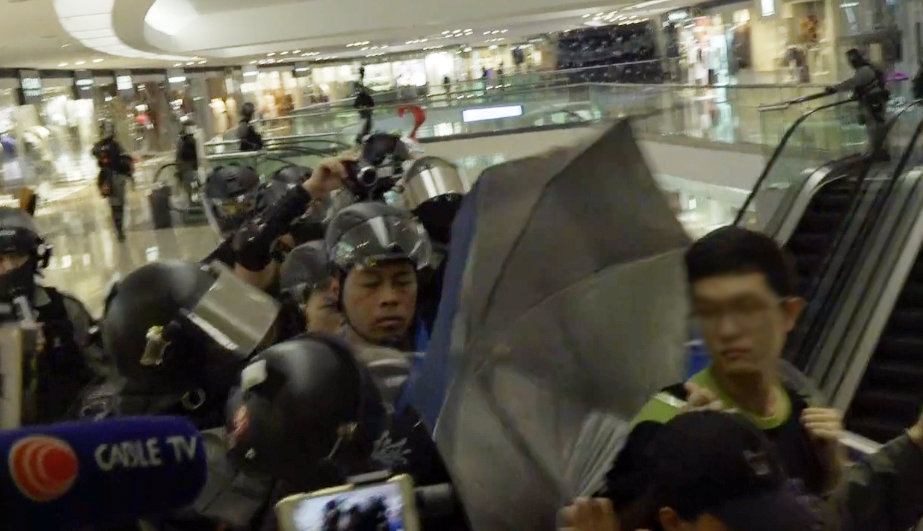
警員清場時破壞市民手持的雨傘
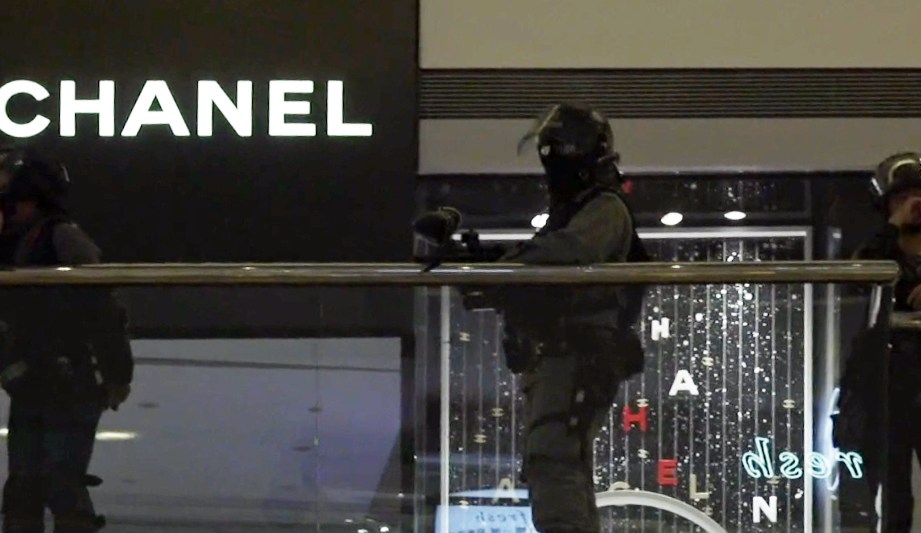
防暴警員在商場內發射胡椒球彈清場
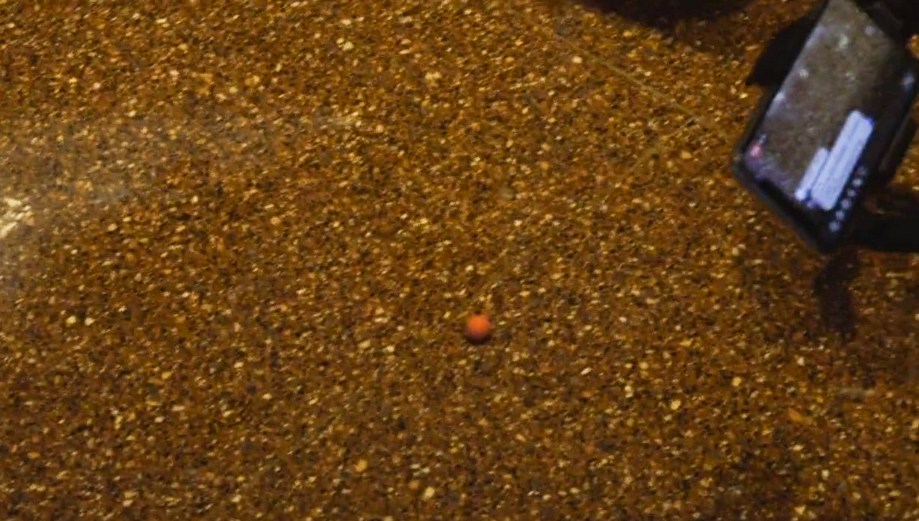
商場留下警員發射的胡椒球彈
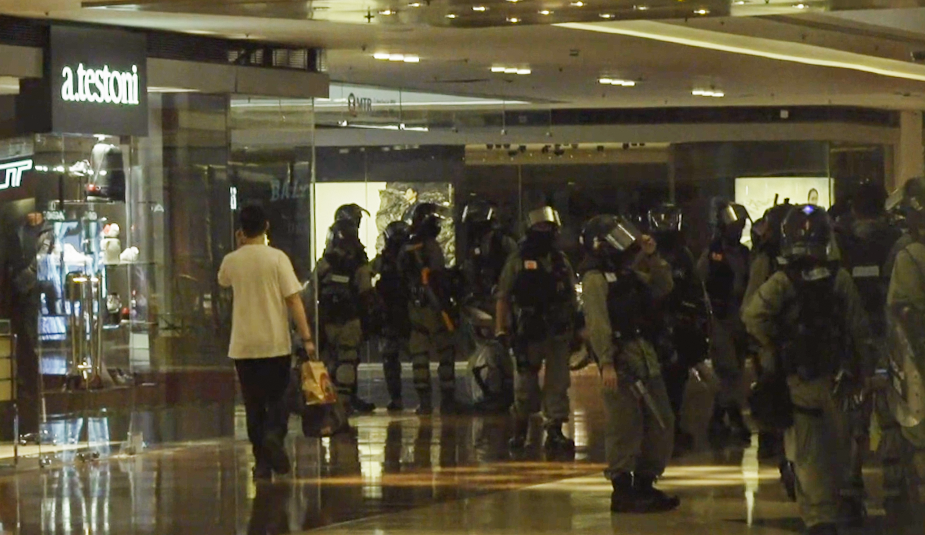
傍晚6時半商場被封鎖，大量防暴警察在場
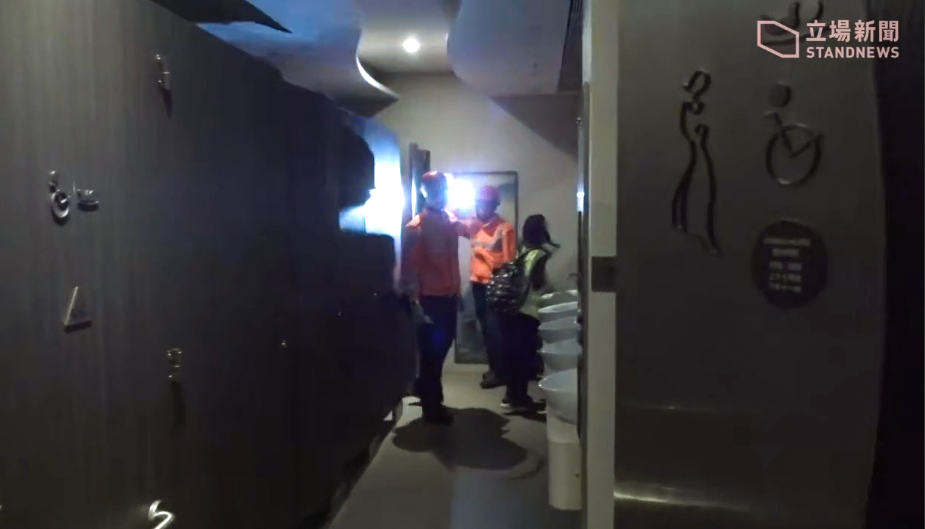
又一城救護員接報指商場內有人受傷，記者尾隨進入商場，但救護員找不到傷者

### 示威者破壞商場致關閉
2019年11月10日下午約2時，有反修例網民發起於又一城商場「和你Shop」行動，期間美心集團旗下的餐廳被反修例蒙面示威者以噴漆塗污外牆及玻璃，同一集團的另一間餐廳則提早關門。防暴警察在商場外近達之路出口及港鐵九龍塘站戒備。約下午4時半，有便衣警員在美心集團旗下的千両外拘捕反修例蒙面黑衣示威者，其後被示威者包圍，有反修例蒙面示威者向便衣警員投擲雜物。行動期間有反修例蒙面示威者被捕後受傷，頭破血流，商場多處地下留有血迹。亦有便衣警員疑眼部被打傷流血。救護員其後到場，為傷者急救。到5時，警員宣布商場關閉，要求所有人離開商場，並在商場內發射胡椒球彈，多人感到不適。警員更在運作中的扶手電梯追打人群﹐險象橫生。最後在傍晚6時半封鎖商場。到晚上約11時救護員接報指商場內有人受傷，記者尾隨進入商場，地下仍有血跡。但救護員找不到傷者。而商場保安員多次指示記者離開。
11月12日，又一城商場以安全考慮為由，下午2時提早關門。因為又一城商場早前被質疑放警員入內拘捕反修例蒙面示威者，因此當日晚上起有大批反修例蒙面黑衣示威者三度闖入商場破壞，當日晚上7時45分至約8時，晚上一批反修例蒙面黑衣示威者打破連接達之路的已經暫停營業的又一城商場玻璃門，進入商場打破扶手梯的玻璃架及多個玻璃圍欄，包括扶手電梯旁，每層的玻璃圍欄都被反修例蒙面黑衣示威者擊毀，原本的金屬支架跌去。中庭位置的大型聖誕樹被反修例蒙面黑衣示威者投擲汽油彈焚燒，火焰升上半空，商場職員自行撲滅聖誕樹大火。又一城商場其後透過Facebook專頁首次公布，指基於安全考慮，將於11月13日暫停營業。
但到晚上約11時，一批反修例蒙面黑衣示威者第二度闖入又一城商場繼續破壞，商場內美心集團旗下店舖同被黑衣蒙面示威者破壞縱火。所有商場公眾地方玻璃都被反修例蒙面黑衣示威者破壞打碎，包括扶手電梯旁，每層的玻璃圍欄都被反修例黑衣蒙面示威者擊毀，原本的金屬支架跌去，令商場內處處變成「懸崖」。玻璃碎跌向底層，而商場通往街上的多扇玻璃門及部分外牆也被黑衣蒙面示威者毀壞噴字。
晚上約11時23分，有大批防暴警員抵達又一城商場外。但防暴警員離開又一城商場後，再有反修例蒙面黑衣示威者第三度進入破壞又一城商場，結果更多玻璃構造物被反修例蒙面黑衣示威者毀壞。午夜過後，反修例蒙面黑衣示威者在行人路上，向又一城一儲物櫃擲汽油彈，和焚燒一個電箱。

11月13日，又一城商場再於Facebook專頁表示又一城商場需要暫時關閉維修，直至翌年1月16日，又對又一城商場遭受反修例蒙面黑衣示威者嚴重破壞深表遺憾，並指警員搜捕事件當中沒有任何死亡個案，警員是在沒有預先通知又一城商場下自行闖入又一城商場。
2019年12月初，又一城商場於表示商場需由11月13日起延長關閉至翌年1月16日以修復破壞，關閉期間不會收取商戶租金，這反映又一城商場於2019年聖誕假期未能營業。而商場在2020年1月16日重開後，被砸爛的玻璃圍欄的外圍加裝白色鐵欄，部分商場電梯仍未修復完成，用帆布遮蓋。而溜冰場未有重開，表面有淡黃色的水。通往香港城市大學的扶手電梯亦暫時停用。

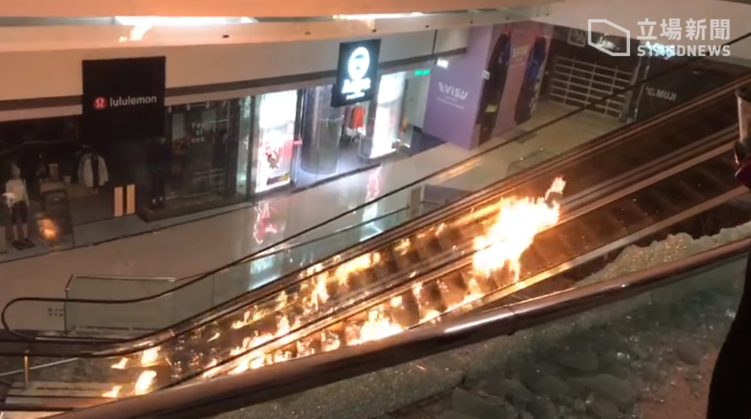
11月13日晚上，黑衣人再度到商場破壞，扶手電梯起火
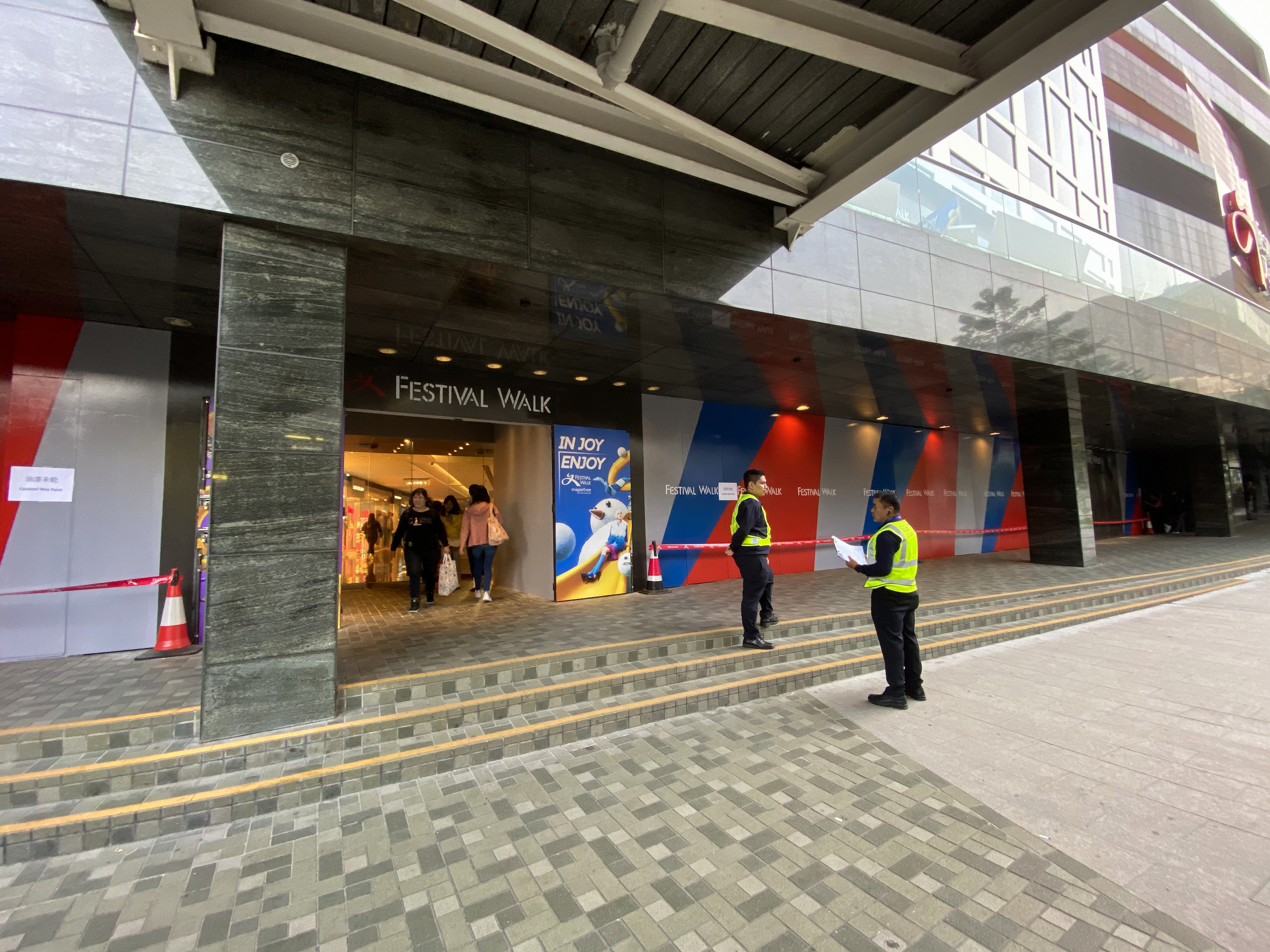
商場出入口用圍板保護，並有外判保安看守
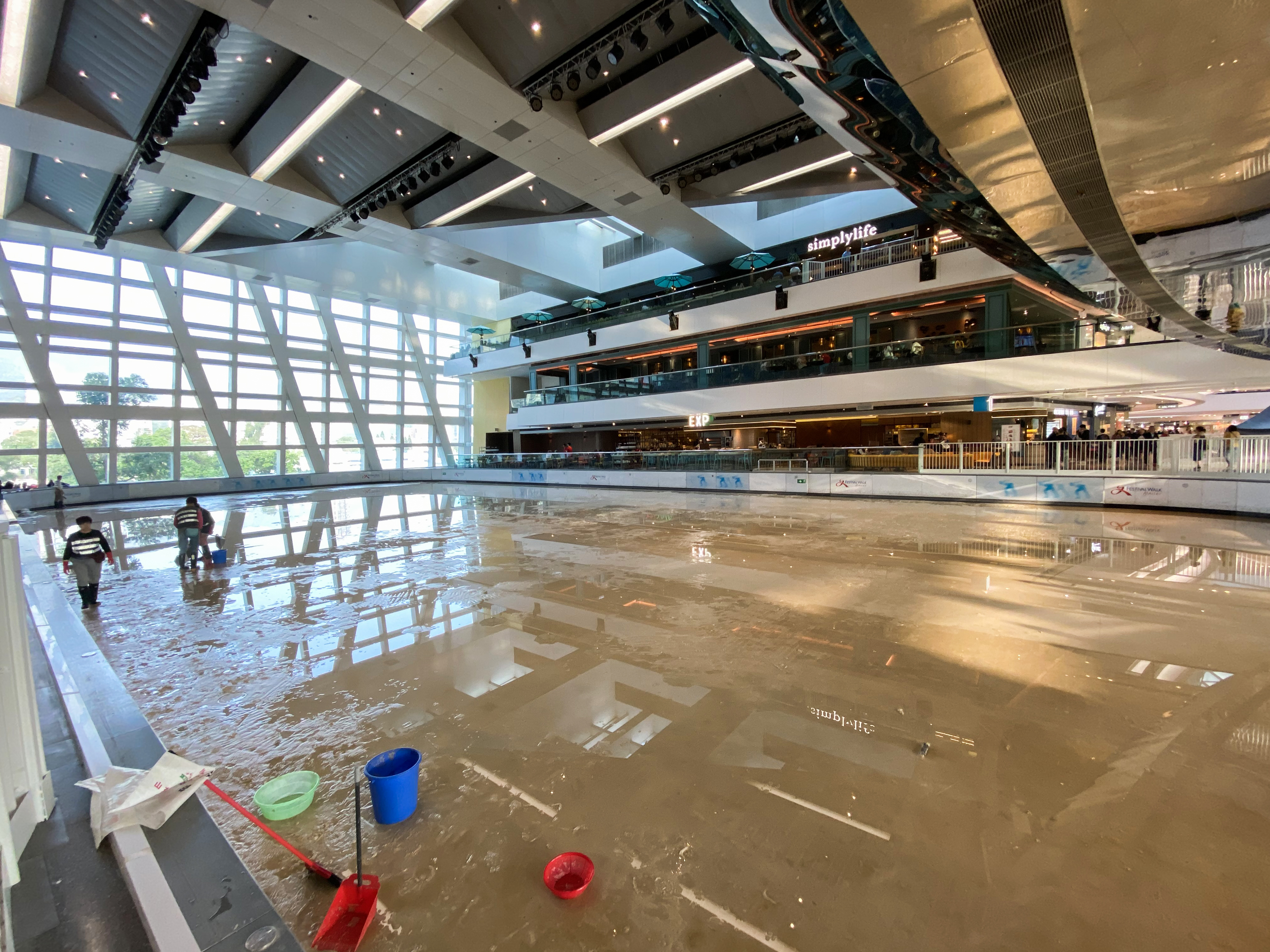
溜冰場未有重開，表面有淡黃色的水（2020年1月16日）
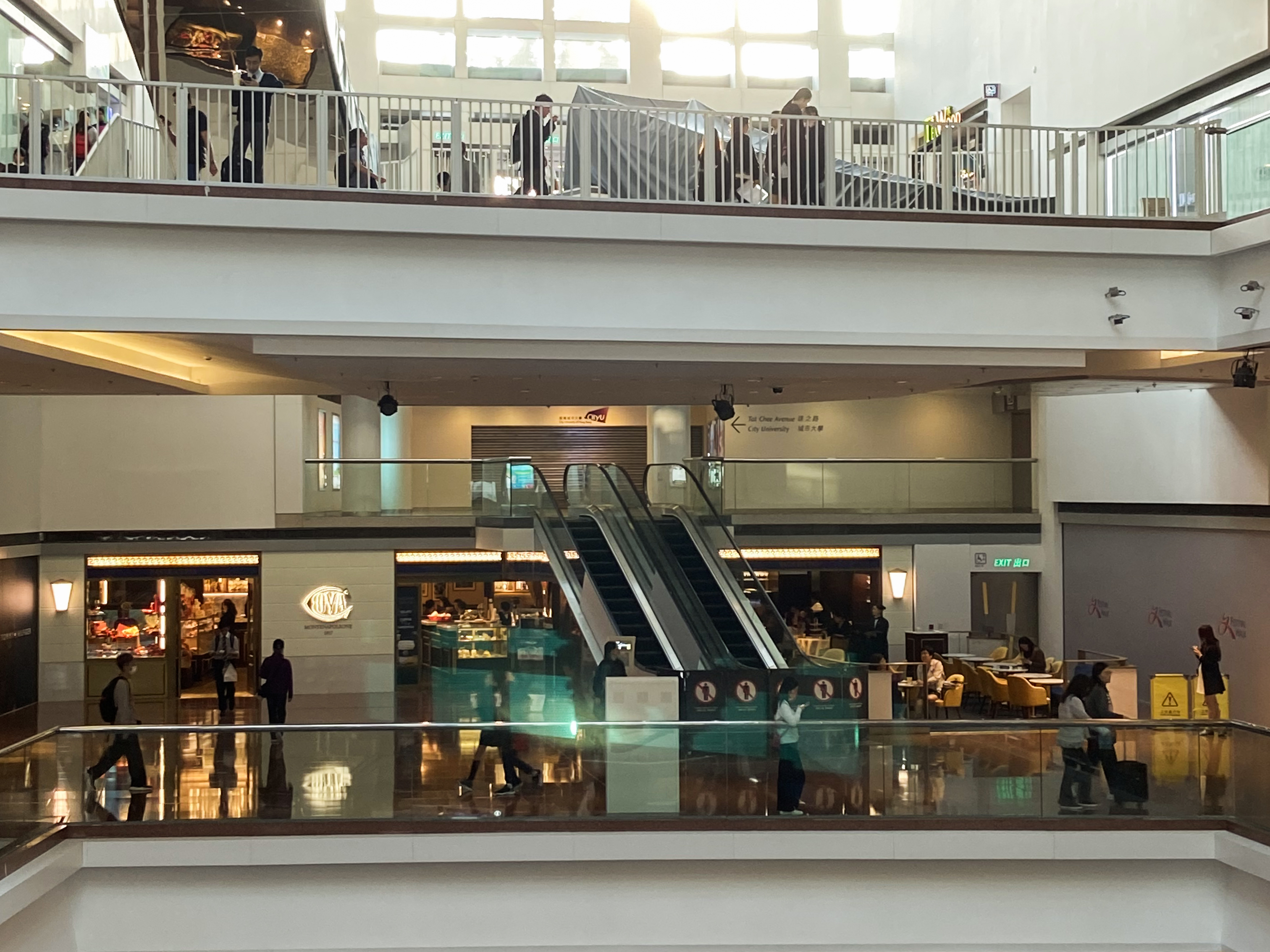
通往香港城市大學的扶手電梯暫時停用（2020年1月16日）

### 墮樓事件
2002年3月29日，一名原本任職土木工程署的56歲姓麥男子，疑患有抑鬱症且退休後失去精神寄託，趁復活節假與妻子及兩女兒到又一城遊逛，其間他突然跨過欄杆從L1層躍下，直墮LG2層重傷倒卧地上，送院後不治。
2015年7月30日晚上9時許，一名41歲姓周男子在L2層危坐圍欄外壆邊上，警方及消防接報到場向他游說，但大約20分鐘後他突然縱身躍下，跌至6層樓下的LG2層重傷，送院搶救後不治。
2020年3月18日中午，一名49歲姓徐男子在L2層跨過約1米高的欄河墮樓，跌至6層樓下的LG2層，事主重創昏迷，最終當場不治。死者為葡萄酒公司東主，曾在其公司的facebook專頁多次表態支持反修例運動，疑受財務困擾而自殺。
2021年5月30日下午4時許，商場內一名52歲女子由高處墮下，倒臥在低層地下2樓地上，並壓毀一條扶手電梯，玻璃碎片散落一地，多人報警求助，商場職員則拉起藍色帳篷遮掩女事主。女事主昏迷送往明愛醫院搶救無效，最終不治。據了解死者為超級市場職員。警方在現場未有檢獲遺書，並封鎖2樓一個欄杆，該處與女事主倒臥的地置相隔6層樓，初步相信女事主攀過欄杆後墮樓。

### 商場內餐廳望月樓出現感染群組
2021年12月下旬，一名感染Omicron變種病毒的機組人員，曾與家人在本商場餐廳望月樓用膳，家人及食客其後確診，累計十人受感染，衛生防護中心指餐廳出現傳播。

## 交通
又一城鄰近港鐵九龍塘站，直接連貫觀塘線及東鐵線。商場內的地面層更附設達之路公共運輸交匯處及的士站，提供巴士及小巴路線及的士接駁。市民亦可步行至九龍塘教育服務中心內的九龍塘（多福道）公共運輸交匯處或窩打老道巴士站前往又一城。

### 公共交通交匯處
又一城公共運輸交匯處或又一城公共交通總站（又稱：又一村巴士總站）位於又一城內的地面層。在九龍巴士的官方資料中，位於公共運輸交匯處內的巴士總站是以又一村巴士總站為名，而非使用運輸署所採用的達之路公共運輸交匯處或又一城公共交通總站為總站名稱。現時公共運輸交匯處內設有多條巴士路線及小巴路線以該處為終點站，往返鄰近的深水埗區、九龍城區及油尖旺區等地。

## 外部連結
- 又一城網頁（页面存档备份，存于）
- 又一城歡天雪地（页面存档备份，存于）
- 又一城商店一覽（页面存档备份，存于）

22°20′13.92″N 114°10′28.89″E / 22.3372000°N 114.1746917°E